# インダクトラック
インダクトラック (Inductrack) は、アメリカのローレンスリバモア国立研究所で研究中の磁気浮上式鉄道の一つ。永久磁石の特殊な配列、ハルバッハ配列を用いることで浮上を行う。物理学者のリチャード・F・ポストが磁気浮上フライホイールの技術を元に磁気浮上鉄道への採用を目指して開発を主導している。浮上する為には連続した空気抵抗と電磁気抵抗よりも大きな前進方向の力のみが必要である。磁石の50倍の重量を浮上する事が可能とされる。浮上高は時速80kmで25mmである。
インダクトラックの名称は、インダクタンスや電線をコイル状に巻いた電気素子であるインダクタに由来する。

## 基本技術

### 浮上

ハルバッハ配列の概念図。矢印の向きに磁界がくるように複数の永久磁石を配列する

浮上の基本原理は、超電導リニアと同様、車体側の磁石が発生する磁界が車両の運動により変動すると、軌道側のコイルに誘導電流が発生して反発力が生じる作用の電磁誘導浮上支持方式(EDS)である。
従来、EDSの場合は超電導電磁石のような強力な磁界を発生させなければ実現できないと考えられていた。インダクトラックの場合、車両側には進行方向と平行にハルバッハ配列で並べた強力な永久磁石（ネオジム・鉄・ボロン系合金）の列を、磁界の強まる向きを軌道のコイルと対向するように配置する。また軌道側には、ハルバッハ配列の向きとは垂直の方向に導線を巻いたコイルを配置する。車両が停止状態の時には浮上力が発生しないが、車両が走行を始めると軌道側のコイルに誘導電流が発生し、車両と反発する向きの力が発生する。
また軌道側のコイルの代替として、薄いアルミニウム膜と絶縁膜を交互に重ねたものの使用も考えられる。この場合、コイルに比べて大幅なコストダウンが見込まれる。積層型の場合、薄い箔を重ねる方が大きい浮上力を得られる。揚抗比は薄い箔の方が大きい。積層型の方がリッツ線よりも優れる。浮上高は積載量の影響を受け、ある一定の速度以下では速度の上昇と共に浮上高も増えるが、一定速度以上になると浮上高は一定に維持される。
利点として、永久磁石で浮上力が得られるため浮上にかかるコストが少なくて済む。一方、欠点としては、静止時および低速度走行時に車両を支える補助車輪を必要とするが、浮上走行に必要な速度（遷移速度という）は超電導リニア（遷移速度100km/hから150km/h）と比較して低い速度で可能である。試験機では時速22マイル以上で浮上したが、ポストは実物大の車両では"わずか時速2マイルで浮上できると信じている。”と語った。
磁気抵抗は遷移速度未満の場合は車両の速度と共に増え、遷移速度前後で最大値を示す。遷移速度以上の場合は磁気抵抗は速度と共に減少する。 一例として500 km/hでの揚抗比は200:1でいかなる航空機よりもはるかに高い。
これはコイルの磁場が素早く変動する事によって浮上する為の電流を連続して与え電力を消費するので誘導インピーダンスが速度に比例して増えるからである。積載量が少ない場合の方が磁気抵抗がピークになる速度は低速になる。
インダクトラックIIでは二組のハルバッハ配列を用いる。一方は浮上用コイルの上で一方は下に配置する事により実質的に配列の重量や面積を増やさずに磁場が2倍になり、同様に低速時の抵抗も減る。上下の磁石は互いに上に並べられた磁石とコイルの間には反発力が生じることにより浮上の力が生じ、下に並べられた磁石とコイルの間には吸引力が生じるとされる。また対面する上下の磁石のハルバッハ配列の極は同極である。但し、この方法は浮上用コイルが車両の重量によって変形しないように剛性を確保しなければならない。また、永久磁石のため軌道上の金属片などを引き付けた場合、その除去手段を用意する必要がある点が挙げられる。また、軌道にコイルを並べた場合、誘導電流によって生じる軌道側の磁極のピークと車上の磁石の交互に配置されるN極とS極の配列が通過時に同極にならなければ反発力が生じるどころか吸引力が生じてしまい、浮上できない懸念がある。浮上用コイルにはリッツ線を束ねて両端を半田付けして透磁率の優れたステンレス製の角パイプに入れて並べたり互いに絶縁された非磁性の金属板を重ねて枕木方向に溝を切ったもの等が検討される。どちらも生産効率、費用、性能において一長一短がある。重量物を浮上させる場合は浮上用コイルの面積を増やすと応力が分散される。

### 案内
浮上と同じく、ハルバッハ配列の永久磁石列とコイルを使用したり、リニアモータのコイルの間に縦に設置された鉄への吸引を用いて、案内力を発生させる。

### 推進
リニアモータを採用する場合、浮上で使うハルバッハ配列永久磁石を利用した地上一次方式のリニア同期モータが優位である。リニア同期モータが選ばれた理由は浮上高が25mmであることで浮上高が高い場合、リニア誘導モータよりも効率が高く適している。またアメリカ国内都市近郊においては、ガスタービンとプロペラの組み合わせやジェットエンジンによる推進も検討されている。地上一次式を採用することで車上の設備が簡素化、軽量化され、高速化には適する一方、軌道上に推進用コイルを敷設しなければならないので建設費や整備は車上一次式と比較して上昇する。また地上一次式は走行区間の推進用リニアモータの界磁を全て励磁する必要があるので電力消費が車上一次式よりも多い。

### ローレンス・リバモア国立研究所での実験
当初、実験は回転する円盤の周囲にハルバッハ配列の永久磁石を貼り付けて回転する事によって対面するコイルや導電体との間に浮上力を生み出していた。その後、研究所内で、長さ約20m・コイルを1000個敷き詰めた実験軌道を作り、約22kgのハルバッハ配列の永久磁石を持つ実験模型を走らせて、検証実験を行った。

### サンディエゴ実験線
ゼネラル・アトミックス社(GA)への技術供与と、アメリカ連邦公共交通局 (FTA)からの資金提供が決定し、2003年5月、サンディエゴのGA社の敷地近くに、より実用的な車両を想定した約120m（400フィート）の実験線が建設された。

## 応用

### 磁気浮上鉄道
マーケット・コンサルティングのブーズ・アレン＆ハミルトン社による1997年の試算では、インダクトラックの実用システムの建設および運用において、ドイツのトランスラピッドよりも約1/2から2/3程度のコストで済むとした。複数の磁気浮上鉄道でインダクトラックの技術を基に検討される。

### ロケット発射台
他の浮上式の高速ヴィークル類と同様に、インダクトラックも観測ロケットや宇宙機発射用ロケットの発射をアシストするカタパルトとしての応用が検討されている。インダクトラックにロケットを搭載し、磁気浮上とリニアモータにより、約1kmのガイド上で、マッハ0.8程度（約950km/h）まで加速することで、打ち上げに必要な燃料を30%から40%削減可能と推測されている。NASAもこの目的で、インダクトラックに研究資金を提供している。

## 実現の可能性
インダクトラックの開発関連のサイトを見ると、どれもあたかも開発を進めれば数年以内にでも実現するかのような前途有望であるような印象を与える記述がされているが、どれも実験段階であり実現の可能性の可否を判断できる段階ではない。担当しているゼネラル・アトミックスでは港湾施設のコンテナの無人搬送システム（Electric Cargo COnveyor System (ECCO)）に適用しようとしているが、これとて磁気浮上鉄道の特性を活用できる高速性を要求されるような用途ではなく研究の為の研究になりつつある傾向がある。また、高速鉄道として使用する場合、常に改良されていて既存の駅等の施設を活用できる現行の高速鉄道と比較した場合、(これはインダクトラックに限った事例ではないが)たとえ理論的、技術的に実現可能で優れていたとしても既存の交通機関に対して十分な競争力を持ちうるのかという実現を疑問視する意見もある。
減圧された管内を走行するハイパーループは技術開発の過程で空気浮上式の問題点が判明したため、Hyperloop Transportation Technologies (HTT)は2016年5月9日、ローレンス・リバモア国立研究所(LLNL)との間で、ハイパーループ・システムの浮上方式としてインダクトラック方式を独占的に使用するライセンス契約を締結したことを発表した。